# Ceratodermia palmoplantar
Ceratodermia palmoplantar é um grupo heterogêneo de doenças caracterizadas por espessamento anormal das palmas das mãos e distúrbio nas solas dos pés.
São caracterizadas principalmente como formas  autossômicas recessivas e dominantes, relacionadas com o sexo e deficiências adquiridas.

## Padrões clínicos
Clinicamente podemos identificar três padrões distintos de queratodermia palmoplantar:A difusa, a focal e a punctata.

### Difusa
Esta é uma ceratodermia palmoplantar, que é caracterizada por uma hiperceratose espessa, simétrica em toda a palma da mão e na sola, geralmente evidente no nascimento ou nos primeiros meses de vida. 
Concretamente, a queratodermia palmoplantar difusa é uma doença autossômica dominante cuja hiperqueratose limita-se às palmas das mãos e solas; os dois principais tipos podem ter uma aparência similar. 
A ceratodermia palmoplantar difusa Epidermolítica (também conhecida como ceratodermia palmoplantar epidermolítica de Vorner ou ceratodermia de Vorner é um dos padrões mais comuns de queratodermia palmoplantar, uma condição autossômica dominante, que ocorre nos primeiros meses de vida, caracterizada por um espessamento bem definido e  simétrico das palmas e solas, muitas vezes com uma aparência "suja" de pele de cobra, devido à epidermólise subjacente.
A ceratodermia palmoplantar difusa não epidermolítica (também conhecida como ceratodermia difusa orto-hiperceratótica, ceratodermia palmoplantar hereditária, tilose, doença de Unna-Thost ou ainda ceratodermia de Unna-Thost) herdada como um a doença autossômica dominante e está presente desde a infância, e é caracterizada por um poço simétrico definido, muitas vezes em forma de "cera", envolvendo todas as palmas das mãos e plantas dos pés.

### Focal
A focal, um tipo de ceratodermia palmoplantar que caracteriza-se por calos que podem ser discóides (numulares) ou lineares, normalmente em grandes massas compactas de queratina, desenvolve-se em locais de atrito recorrente, especialmente nos pés, ou, não raras vezes, nas palmas das mãos. Dificilmente ocorrem em outros sítios do corpo.
A hiperqueratose focal queratodermia palmo-plantar da mucosa oral (também conhecida como queratodermia palmoplantar epidermolítica focal), apresenta-se com calos dolorosos de natureza  hereditária, associados a um quadro sindromico. 

### Punctata
A ceratodermia palmoplantar punctata é uma forma de ceratodermia palmoplantar na qual muitas pequenas ceratoses (gotas de água) envolvem a superfície palmoplantar originadas por lesões de pele, que pode envolver toda palmoplantar, ou pode ser mais restrito na sua superfície de distribuição. 

#### Tipo 1: Ceratose punctata das palmas das mãos e pés
A ceratose punctata das palmas das mãos e pés (também conhecido como ceratodermia pontilhada hereditária autossômica dominante associada à malignidade, doença de Buschke-Fischer-Brauer, doença de Davis Colley, ceratodermia de propagação plantar e palmar, ceratose papular, ceratodermia punctata, ceratodermia disseminada nas palmas das mãos e plantas dos pés, dermatose de plantas e palmas em semente, ceratose palmar, acroceratodermia translúcida papular, ceratose palmar punctata e solar e manchado disseminado) é uma doença de pele, a ceratodermia palmoplantar autossômica dominante com penetrância genética, caracterizada clinicamente por múltiplas pequenas ceratoses em toda a superfície palmar e plantar.

#### Tipo 2: Ceratodermia espinhosa
A ceratodermia espinhoso (também conhecida como poroceratose palmar punctata e solar e ceratodermia punctata) é uma doença ceratodermia autossômica com início tardio, que se desenvolve em pacientes de 12 a 50 anos, caracterizada por múltiplos pequenos plugues queratóticos, que envolve todas as superfícies palmoplantares.

#### Tipo 3: Hiperceratose Focal Acral
Hiperceratose focal acral (também conhecida como acroceratoelastoidose liquenoide ou placas degenerativas colágenas da mão) é uma ceratodermia de início tardio, herdada como uma condição autossômica dominante, caracterizada por pápulas ovais ou poligonais crateriformes em desenvolvimento ao longo da fronteira das mãos, pés e pulsos. É considerada semelhante à acroceratoelastoidose do dorso.

### Não classificado

#### Ceratodermia palmoplantar eparaplegia espástica
Também conhecida como doença de Charcot-Marie-Tooth com queratodermia palmoplantar e distrofia ungueal é uma doença autossômica dominante ou condição dominante ligada ao cromossomo X que começa na infância queratodermia focal de espessura sobre as plantas e, em menor escala, com as palmas. 

#### Ceratodermia palmoplantar deSybert
Igualmente conhecido como ceratodermia palmoplantar de Greither, síndrome Greither, ceratose progressiva extrema hereditária, ceratose palmoplantar transgressiva, ou ceratodermia de Sybert, é uma doença de tipo queratodermia palmoplantar transgressiva e progressiva autossômica dominante (uma doença de pele que envolve o crescimento de chifres), com comprometimento grave de toda superfície da palma da mão.
Foi caracterizado por  Aloys Greither em 1952 e por Virginia Sybert em 1988.

#### Ceratodermia palmoplantar estriada
Conhecido ainda como ceratodermia acral, ceratodermia palmoplantar ou tipo de Brunauer-Fuhs-Siemens, ceratodermia focal palmoplantar não-epidermolítica, ceratose variante palmoplantar, ceratodermia palmoplantar areata, ceratodermia palmoplantar estriada, ceratodermia de Wachter e ceratodermia palmoplantar Wachter é uma condição da pele em que uma ceratodermia autossômica dominante envolve principalmente as plantas com início na infância ou nos primeiros anos de vida.
Está assim classificado como: 
Tipo 1: 148.700: Dsg1 
Tipo 2: 612908: DSP 
Tipo 3: 607.654: KRT1

#### Síndrome de Carvajal
Geralmente chamada de ceratodermia palmoplantar estriado, esta caracteriza-se com cabelo desgrenhado e  cardiomiopatia, ou com queratodermia palmoplantar estriado com cabelo desgrenhado e cardiomiopatia dilatada do ventrículo esquerdo"; é uma doença de pele hereditária autossômica recessiva, devido a um defeito no desmoplaquina. O queratodermia palmoplantar estriado, característico por cabelo lanoso tem sido descrito nas suas duas formas autossômicas dominantes e autossômica recessiva, mas apenas a sua forma recessiva tem uma associação clara com cardiomiopatia dilatada. A doença de pele apresenta queratodermia palmoplantar com engajamento estriado com uma apolar, particularmente nos locais de pressão ou abrasão.

#### Síndrome escleroso Huriez
Também conhecida como '''Síndrome Huriez''', ceratodermia palmoplantar com escleroatrofia, queratodermia palmo-plantar com esclerodactilia, dermatose escleroatrófica e ceratótica do membro e esclerotilose, é uma queratodermia autossômica dominante que apresenta esclerodactilia ao nascer com uma queratodermia difusa simétrica das palmas das mãos e plantas dos pés e foi caracterizado em 1968. 

#### Síndrome de Vohwinkel
Também conhecido como ceratodermia mutilante hereditária, ceratomas mutilantes hereditários, ceratodermia mutilante de Vohwinkel e ceratodermia palmoplantar mutilante é uma ceratodermia autossômica dominante difusa com início desde a infância, caracterizada por ceratodermia em favo de mel envolvendo superfícies palmoplantares. 
A Perda de audição neurossensorial de grau leve a moderado é frequentemente associada com o gene GJB2. Foi caracterizado em 1929.

#### Síndrome de Olmsted
Também conhecido como ceratodermia palmoplantar mutilante com placas queratósicas periorificiais, queratodermia palmoplantar mutilante com placas periorificiais e Polykeratosis de Touraine, é uma ceratodermia das palmas das mãos e plantas dos pés, característico por deformidades, começando normalmente na 
Infância.

#### Ceratodermia aquagênica
Também conhecido como ceratodermia palmoplantar aquagênica adquirida, acroceratodermia papular siríngea translúcida reativa, acroceratodermia aquagênica siríngea e rugas palmares aquagênicas, é uma condição da pele caracterizada pela evolução de pápulas brancas nas palmas das mãos após a exposição à água. A condição provoca irritação das palmas das mãos quando em contacto com certos materiais, depois destas molhada, por exemplo, papel, roupas, etc.

## Genética
A ceratodermia palmoplantar epidermolítica tem sido associada com a queratina 9 e com a queratina 16.
A ceratodermia palmoplantar não-epidermolítica, por sua vez, tem sido associada com a queratina 1 e com a queratina 16.

## referências
Fitzpatrick's Dermatology in General Medicine. (6th ed.). McGraw-Hill. ISBN 0-07-138076-0.
↑ James, William; Berger, Timothy; Elston, Dirk (2005). Andrews' Diseases of the Skin: Clinical Dermatology. (10th ed.). Saunders. ISBN 0-7216-2921-0.
↑ Patel S, Zirwas M, English JC (2007). «Acquired palmoplantar keratoderma». Am J Clin Dermatol 8 (1): 1-11. doi:10.2165/00128071-200708010-00001. PMID 17298101.
↑ Rapini, Ronald P.; Bolognia, Jean L.; Jorizzo, Joseph L. (2007). Dermatology: 2-Volume Set. St. Louis: Mosby. p. 740. ISBN 1-4160-2999-0.
↑ Ryan P, Baird G, Benfanti P (March 2007). «Hereditary painful callosities: case report and review of the literature». Foot Ankle Int 28 (3): 377-8. 
doi:10.3113/FAI.2007.0377. PMID 17371662.
↑ Martinez-Mir A, Zlotogorski A, Londono D, etal (December 2003). «Identification of a locus for type I punctate palmoplantar keratoderma on chromosome 15q22-q24». J. Med. Genet. 40 (12): 872-8. doi:10.1136/jmg.40.12.872. PMC 1735333. PMID 14684683. |coautores= requiere |autor= (ayuda)
↑ Erkek E, Koçak M, Bozdoğan O, Atasoy P, Birol A (2004). «Focal acral hyperkeratosis: a rare cutaneous disorder within the spectrum of Costa acrokeratoelastoidosis». Pediatr Dermatol 21 (2): 128-30. doi:10.1111/j.0736-8046.2004.21208.x. PMID 15078352.
↑ Leonard AL, Freedberg IM (October 2003). «Palmoplantar keratoderma of Sybert». Dermatol. Online J. 9 (4): 30. PMID 14594603.
↑ synd/1800 en Who Named It?
↑ Griether A (May 1952). «[Keratosis extremitatum hereditaria progrediens with genetic dominant.]». Hautarzt 3 (5): 198-203. PMID 14945735.
↑ Gach JE, Munro CS, Lane EB, Wilson NJ, Moss C (November 2005). «Two families with Greither's syndrome caused by a keratin 1 mutation». J. Am. Acad. Dermatol. 53 (5 Suppl 1): S225-30. doi:10.1016/j.jaad.2005.01.139. PMID 16227096.
↑ Sybert VP, Dale BA, Holbrook KA (January 1988). «Palmar-plantar keratoderma. A clinical, ultrastructural, and biochemical study». J. Am. Acad. Dermatol. 18 (1 Pt 1): 75-86. doi:10.1016/S0190-9622(88)70012-2. PMID 2450111.
↑ Lee YA, Stevens HP, Delaporte E, Wahn U, Reis A (January 2000). «A gene for an autosomal dominant scleroatrophic syndrome predisposing to skin cancer (Huriez syndrome) maps to chromosome 4q23». Am. J. Hum. Genet. 66 (1): 326-30. doi:10.1086/302718. PMC 1288338. PMID 10631162.
↑ Huriez C, Deminatti M, Agache P, Menecier F (1968). «[Une genodysplasie non encore individualisee: la genodermatose sclero-atrophiante et keratodermique des extremites frequemment degenerative.]». Semaine des Hôpitaux de Paris (en french) 44 (6): 481-488. PMID 4298032.
↑ Maestrini E, Korge BP, Ocaña-Sierra J, etal (July 1999). «A missense mutation in connexin26, D66H, causes mutilating keratoderma with sensorineural deafness (Vohwinkel's syndrome) in three unrelated families». Hum. Mol. Genet. 8 (7): 1237-43. doi:10.1093/hmg/8.7.1237. PMID 10369869.  |coautores= requiere |autor= (ayuda)
↑ Vohwinkel, K.H. (1929). «Keratoma hereditarium mutilans». Arch. Derm. Syph. 158: 354-364. doi:10.1007/bf01826619.
↑ Dessureault J, Poulin Y, Bourcier M, Gagne E (2003). «Olmsted syndrome-palmoplantar and periorificial keratodermas: association with malignant melanoma». J Cutan Med Surg 7 (3): 236-42. doi:10.1007/s10227-002-0107-4. PMID 12704531.
↑ Garçon-Michel N, Roguedas-Contios AM, Rault G, etal (March 2010). «Frequency of aquagenic palmoplantar keratoderma in cystic fibrosis: a new sign of cystic fibrosis?». Br J Dermatol 163 (1): no-no. doi:10.1111/j.1365-2133.2010.09764.x. PMID 20302572.  |coautores= requiere |autor= (ayuda)
↑ OMIM 144200
↑ OMIM 600962